# Carmen Curlers
|  | For tv-serien af samme navn, se Carmen Curlers (tv-serie). |
Carmen Curlers er en moderne erstatning for papillotter, opfundet af Niels Chr. Jørgensen og sat i produktion i 1963 af Arne Bybjerg Pedersen (1928-2022).

## Teknikken
Den afgørende forskel mellem traditionelle papillotter og Carmen Curlers var at Carmen Curlers havde en metalkerne der blev opvarmet i en speciel kasse med varmestave, der passede op i de forskellige størrelser papillotter.
Varmen hjalp med at holde håret krøllet efter papillotterne var taget ud.
Varmekassen var termostatstyret og der var en indikator på den enkelte papillot med varmefølsom maling, der viste om den havde opnået den ideelle temperatur.
Metalkernen var fyldt med voks, som langsomt størknede under afkølingen. Dette gjorde at curleren kunne holde en tilstrækkeligt høj temperatur længe nok til at forme krøllerne, uden at være alt for varm til at begynde med.
Den oprindelige curlerform havde 8 rækker pigge ragende ud fra curlerens cylindriske plastlegeme. De udragende pigge var placeret i rækker som havde centerakser der dannede en vinkel i forhold til radianer i cylinderlegemet. Dette havde den virkning at håret blev kroget på piggene under udrulning af curleren, når krølletiden var slut.
For at løse problemet med krogning af håret under udtagning af curleren efter brug, blev der i 1970 skabt et nyt design af curleroverfladen, udført af en af firmaets ingeniører Bent G Johansen. Den nye udformning af curleren kom til at omfatte 8 rækker finner, som er affaset således, at håret aldrig vil blive fanget i en krogning under udrulningen. Endvidere blev designet tilført en gribering på hver ende af curlercylinderen med det formål, at brugeren kan holde på curleren uden at brænde sine fingre på den opvarmede curler.

## Markedshistorie
Carmen Curlers erstattede de gammeldags papillotter, og de gik hurtigt deres sejrsmarch. Ikke alene her i landet, men over store dele af verden. De ramte et behov, som fik omsætningen til at eksplodere. Carmen Curlers blev en stor eksportartikel. Succesen var så stor, at et amerikansk tidsskrift på et tidspunkt kårede Carmen som tressernes hurtigst ekspanderende virksomhed på verdensplan. 
Carmen Curlers opførte en ny fabrik på Hareskovvej i Kalundborg i 1964 (nu Casa Danica), og i virksomhedens glansperiode havde fabrikken 3500 ansatte, primært kvinder, som i busser blev transporteret til Kalundborg fra det meste af Sjælland. 
Arne Bybjerg Petersen - som tidligere havde prøvet lykken med gummiplantager i Malaysia  - følte sig i 1969 tvunget til at sælge sit livsværk til USA's største kosmetikfirma Clairol, og flyttede til et øde sted i Australien, hvor han har isoleret sig. 
Clairol fortsatte produktionen endnu en del år i Kalundborg, men med stadig færre ansatte. I 1988, efter 25 år, havde man produceret 1 mia. curlere. I 1990 lukkede virksomheden.
Om salget sagde Arne Bybjerg i et interview i 1986: "Jeg havde ikke noget valg, den gang jeg solgte Carmen. Amerikanerne aftog 95% af produktionen og ville trække alle ordrer tilbage, hvis vi ikke solgte. Jeg var meget ked af det, for jeg havde jo skabt Carmen, og vi havde det skægt i de år. Senere viste det sig jo at være heldigt for mig, da Carmen gik fallit." Han var i 1986 bosat i Queensland som ejer af seks kvægstationer, henved 13.000 stk. kvæg, omkring 700.000 tønder land (tilsvarende det meste af Lolland-Falster), og var i gang med at bygge verdens største private sø (lidt mindre end Arresø, der er Danmarks største), samt etableringen af en by beregnet for op mod 20.000 indbyggere. Men i sine første år i Queensland, hvor tørke kan vare i fire år, og regnbyger svarer til skybrud, oplevede Bybjerg, hvordan såsæd blev skyllet væk, og at kvægpriserne faldt, så det kvæg og de maskiner, han havde investeret i, var næsten intet værd. Han måtte sælge begge dele ved store auktioner. Da konjunkturerne efter 4 års krise begyndte at vende, havde han kun 10.000 dollars tilbage af den formue, han havde tjent ved salget af Carmen: "Jo, jeg havde næsen helt nede ved slibestenen." 
Som følge af at hårmoden skiftede, gav det faldende efterspørgsel på produktet og dets nedtur blev indledt.

## Omtale
Carmen Curlers har sin egen side på Facebook. Der var i 2013 planlagt en film om fænomenet, som nu afdøde Kathrine Windfeld skulle have instrueret.
Historien om Carmen Curlers fortælles i dramatiseret form i DR's dramaserie af samme navn. Først afsnit havde premiere 30 september 2022 på DRTV.

## Diverse
Carmen Curlers er også navnet på et LGBT-sangkor med base i København, stiftet 1991.